# Leon Schlesinger
Leon Schlesinger (Philadelphia, 20 de maio de 1884 – Los Angeles, 25 de dezembro de 1949) foi um produtor de cinema americano, fundador da Leon Schlesinger Studios, que mais tarde tornou-se o estúdio Warner Bros. Cartoons, durante a Era de Ouro da animação americana. Ele também era um parente distante dos Warner Brothers. Como chefe de seu próprio estúdio, Schlesinger serviu como o produtor de Looney Tunes e Merrie Melodies, desenhos animados da Warner partir de 1930.